# Viziru
Viziru – wieś w Rumunii, w okręgu Braiła, w gminie Viziru. W 2011 roku liczyła 3613 mieszkańców.